# 非洲阔嘴鸟科
非洲阔嘴鸟科（学名：Calyptomenidae）是主要分布于非洲、马来半岛和婆罗洲的阔嘴鸟，该科的物种以前属于阔嘴鸟科。2006年的一项分子系统发育研究发现，这两个属的物种与其他阔嘴鸟没有密切关系，因此现在被分为单独的科。
本科物种生活在热带森林地区，绿阔嘴鸟属以多种水果为主食，尤其是榕屬植物的果实，也吃昆虫，尤以育雏时为甚。非洲阔嘴鸟属则主要以昆虫为食。鸟类学家对于本科物种的繁殖情况了解不多，但野外观察和圈养物种都表明它们是一夫多妻的，一般认为仅有雌鸟参与抚养雏鸟，但至少黑喉绿阔嘴鸟和绿阔嘴鸟的雄性被观察到参与育雏。
该科包含以下物种：
- 绿阔嘴鸟属 
  - 绿阔嘴鸟 
  - 丽绿阔嘴鸟 
  - 黑喉绿阔嘴鸟
- 非洲阔嘴鸟属 
  - 非洲阔嘴鸟 
  - 灰头阔嘴鸟 
  - 棕胁阔嘴鸟